# Anthrenus verbasci
Anthrenus verbasci é uma espécie de insetos coleópteros polífagos pertencente à família Dermestidae.
A autoridade científica da espécie é Linnaeus, tendo sido descrita no ano de 1767.